# 古斯塔夫·德·博蒙
古斯塔夫·奥古斯特·博宁·德·拉·邦尼埃·德·博蒙伯爵（法语：Comte Gustave Auguste Bonnin de la Bonninière de Beaumont）（1802 年 – 1866 年）是一位法国法官、监狱改革家，也是著名哲学家和政治家亚历克西斯·德·托克维尔的旅行同伴。虽然他一生非常成功，但他经常被忽视，他的名字是托克维尔成就的代名词。

## 早期生活
博蒙于 1802 年出生于萨尔特省博蒙拉沙特尔，父亲是儒勒·德·博蒙(Jules de Beaumont) 伯爵，母亲是罗丝·普雷奥·德拉·巴罗迪埃 (Rose Préau de la Baraudière)。他是四个孩子中最小的一个。博蒙在他出生地的拉博德城堡度过了他的早年时光。和托克维尔一样，博蒙也出身贵族。他是Bonin de la Bonnière家族的后裔。

## 法律职业
1826 年，博蒙在凡尔赛一审法庭担任国王检察官。正是在任职期间，他第一次见到了亚历克西斯·德·托克维尔，并成为了朋友。尽管博蒙的口才和气魄与托克维尔的糟糕言辞和孤僻行为形成鲜明对比，但两人仍然保持着密切的关系，即使当博蒙特于1829年被任命到巴黎时，他们曾一度分开。

## 美洲之旅
在接受路易·菲利普一世国王的委托，与托克维尔一起考察美国监狱系统后，博蒙于 1831 年作为托克维尔的旅伴乘坐勒阿弗尔号船启航前往美国。在他们的旅程中，他们的友谊不断加深，他们的智力参与也不断加深。为期 9 个月的学习结束后，他们返回法国，他和托克维尔发表了他们伟大的政治分析《Du système penitentiare aux Etats-Unis, et de son application en France》 （两卷，1833 年）。第一版出版时，同情社会不公正的博蒙特正在创作另一本书《 Marie, ou l'esclavage aux Etats-Unis》 （两卷，1835 年），这是一部社会批判小说，描述了种族隔离道德社会和美国奴隶的状况。尽管1833年的写作很成功，但托克维尔获得了知识分子的认可，而博蒙特的情况却并非如此。这是博蒙特不得不生活在他朋友的名声阴影下的第一步。博蒙特还撰写了《爱尔兰、社会、政治和宗教》 （两卷，1839-42 年）。

## 以后的生活

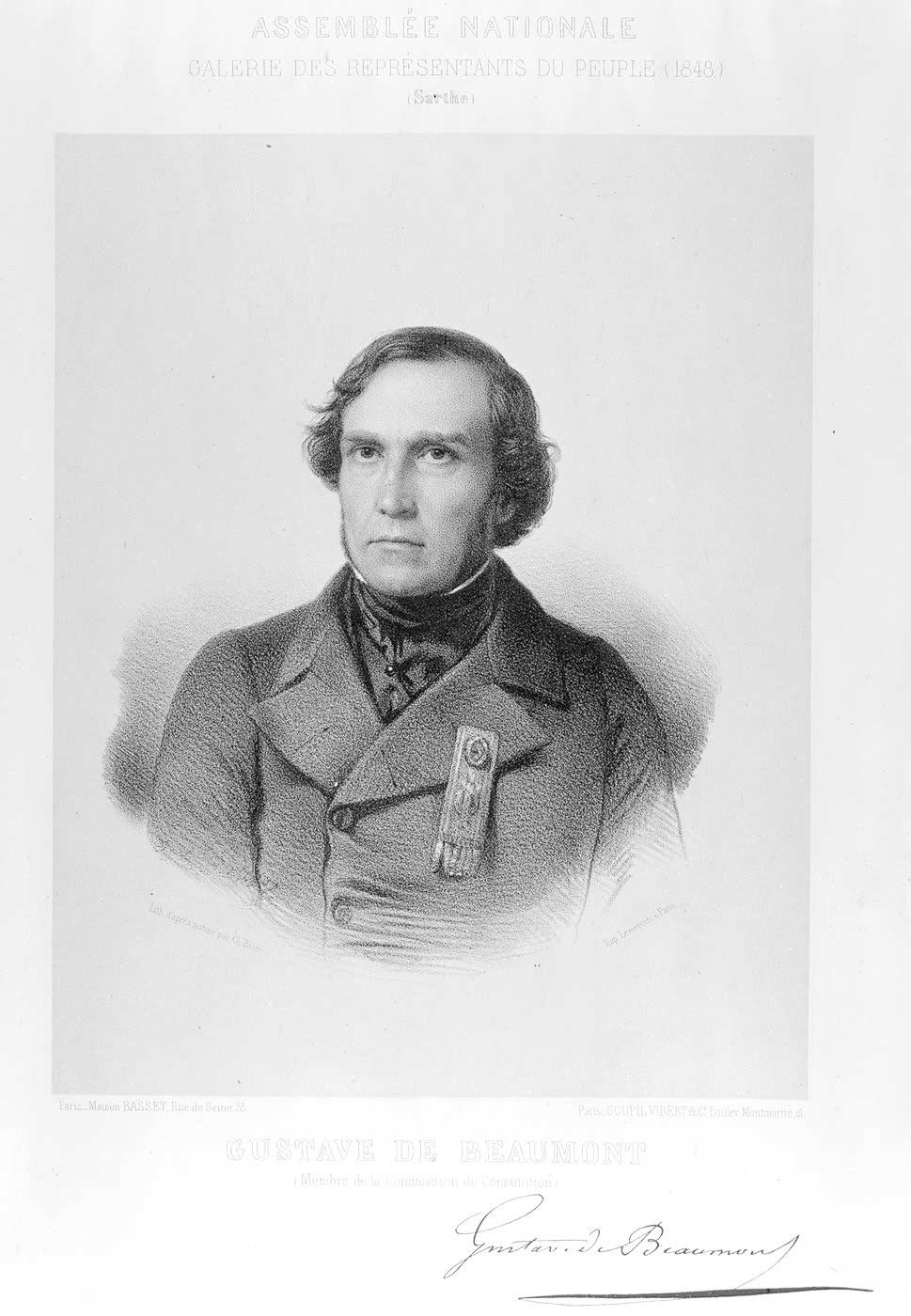
古斯塔夫·德·博蒙肖像，1848 年出版

1836 年，古斯塔夫·德·博蒙 (Gustave de Beaumont) 与克莱门汀·德·拉斐特 (Clémentine de Lafayette)（法国将军兼贵族的孙女）结婚。博蒙特写了第二本书，题为《爱尔兰》 ，讲述了他前往该地区的两次旅行，一次是 1835 年与托克维尔，另一次是 1837 年与妻子。在七月君主制下，博蒙特于 1839 年 12 月当选为萨尔特省马默斯的代表。此时，由于政治分歧，他与托克维尔的友谊逐渐减少，而博蒙特对一份名为《世纪报》的报纸的支持，导致他们的分歧达到了顶峰，因为他拒绝陪伴托克维尔和一些朋友参加另一份日报的冒险。这段裂痕并没有破坏他们的友谊，但两人已经有一段时间没有说话了。
1848 年革命使他们和解，很快他们就共和国的信念达成了一致。 1848年8月，博蒙特当选驻伦敦全权公使，并在12月10日的总统选举中支持卡芬雅克。他的失败导致博蒙辞职，但博蒙特在立法议会中以第二名当选为拉萨尔特省，重返法国政坛。托克维尔当选外交部长使博蒙特受益，因为他当选为法国驻维也纳大使。卡芬雅克任命他为驻英国大使。当内阁垮台时，他和托克维尔一起辞职，并在1851 年 12 月 2 日政变后保留了自己的观点，退出公共生活并拒绝支持帝国政权。作为政变的反对者之一，他在瓦莱里安山堡垒被监禁了一段时间。

## 最后的岁月和逝世
尽管托克维尔和博蒙仍然是亲密的朋友，但博蒙在经济上被迫离开社会并（与他的家人一起）退休到他的博蒙拉沙特尔城堡。尽管如此，他并没有忘记他最好的朋友。当托克维尔仍在为失去父亲而悲伤时，他监督了托克维尔的最后一本书《旧制度与大革命》的发行。 1859 年 4 月 16 日托克维尔在戛纳去世时，他就在他身边。博蒙特亲自监督朋友死后出版的作品集，尽管他没能活着看到该项目完成。古斯塔夫·德·博蒙 (Gustave de Beaumont) 于 1866 年 3 月 30 日因流行病在巴黎去世。他的妻子克莱门汀 (Clémentine) 在丈夫去世一年后完成了该项目。